# Deborah C
Deborah C (bürgerlich Deborah Cassar; * 1990 in Għajnsielem, Gozo, Malta) ist eine maltesische Sängerin.

## Leben
Deborah Cassar wurde 1990 in der maltesischen Kleinstadt Għajnsielem auf der Insel Gozo geboren. Sie bekam ab ihrem neunten Lebensjahr Gesangsunterricht in ihrem Heimatland. 2013 erhielt die Sängerin den FIDOF Award und gewann das Golden Cross International Singing Festival. Bei Malta TV International Song Festival bekam Deborah C ein Stipendium für eine Ausbildung beim Sender PBS. Sie gibt regelmäßig Konzerte in Malta, Russland und Mazedonien und 2010 hatte sie einen Auftritt bei VIVA World Cup mit ihrem Lied Enjoying Moments of Gold. Zudem waren schon viele ihrer Lieder wie Livewire, Pandora, You Make me Go, Love-o-holic oder Until We Meet Again in den offiziellen maltesischen Charts, im September 2012 gewann sie den Gesangswettbewerb Konkors Kanzunetta Indipendenza.
Deborah C nahm 2005, im Alter von 15 Jahren, mit dem Lied Closer an Malta Junior Eurovision Song Contest, dem maltesischen Vorentscheid für den Junior Eurovision Song Contest 2005, teil. Dort belegte sie mit 69 Punkten den zehnten Platz. Sieben Jahre später nahm sie an Malta Eurovision Song Contest, der Vorentscheidung für den Eurovision Song Contest, teil. Im Jahr drauf erreichte sie mit der Single Love-o-holic und 17 Punkten den neunten Platz. 2014 nahm die Sängerin erneut mit dem Lied It’s OK teil und erreichte das Halbfinale, welches am 21. November 2014 in Marsa stattfand. Sie qualifizierte sich für das Finale und belegte dort den elften Platz.
Heute arbeitet sie als Lehrerin an einer maltesischen Grundschule.

## Diskografie
- 2005: Closer
- 2010: Pandora
- 2012: Locomotion
- 2013: Love-o-holic
- 2013: You Make Me Go
- 2014: It’s OK